# Vulaï
Vulaï (también Île Wulei o Île Woulei) es una pequeña isla habitada en la provincia de Malampa de Vanuatu, en el Océano Pacífico. Es parte del archipiélago de las islas Maskelyne. También se conoce como Isla Harper.

## Geografía
Vulaï se encuentra frente a la costa sureste de la isla Malakula. La elevación estimada del terreno sobre el nivel del mar es de 9 metros.